# Copa del Generalísimo de hockey sobre patines 1952
La Copa del Generalísimo de hockey sobre patines de 1952 fue la novena edición de la Copa del Generalísimo de este deporte. La sede única fue Barcelona. Se disputó entre el 29 y el 31 de marzo de 1952 y el campeón fue el Reus Deportiu. El Torneo de Consolación fue ganado por el Azor.

Participaron 8 clubs, un número que no se había repetido desde la edición de 1946. Volvieron a participar clubs de Aragón, Castilla y Valencia por primera vez desde 1948.

## Equipos participantes
Los 8 equipos participantes fueron:
- Aragón: Alcañiz y Delicias.
- Castilla: Azor.
- Cataluña: Barcelona, RCD Español, Reus Deportiu y Turó.
- Valencia: Peña Valencianista.

## Cuartos de final
| Fecha       | Ganador        | Perdedor           | Resultado |
| ----------- | -------------- | ------------------ | --------- |
| 29 de marzo | Turó           | Azor               | 2-1       |
| 29 de marzo | Reus Deportivo | Delicias           | 8-2       |
| 29 de marzo | Barcelona      | Peña Valencianista | 9-0       |
| -           | RCD Español    | Alcañiz            | -         |

- El RCD Español se clasificó para semifinales por la incomparecencia del Alcañiz.

## Semifinales
| Fecha       | Ganador       | Perdedor  | Resultado |
| ----------- | ------------- | --------- | --------- |
| 30 de marzo | Reus Deportiu | Barcelona | 5-1       |
| 30 de marzo | RCD Español   | Turó      | 4-2       |

## Final
| Fecha       | Campeón       | Subcampeón  | Resultado |
| ----------- | ------------- | ----------- | --------- |
| 31 de marzo | Reus Deportiu | RCD Español | 2-1       |

Campeón: REUS DEPORTIU